# Rolls-Royce Crecy
Роллс-Ройс Кресі (англ. Rolls-Royce Crecy) — британський авіаційний двигун, що розроблявся фірмою Rolls-Royce Limited у 1941-45 рр. для швидкісних модифікацій винищувача Spitfire. Crecy вирізнявся незвичною для тодішніх авіаційних двигунів конструкцією: це був двотактний 12-циліндровий V-подібний (з кутом між блоками 90°) двигун об’ємом 25 л (1536 кубіч. дюймів) з гільзовим газорозподілом і прямим вприскуванням палива. В деяких джерелах його називають «найдосконалішим в історії двотактним авіаційним двигуном» (втім, таке ж визначення іноді дають Napier Nomad).
Для двотактних двигунів було вирішено використовувати назви битв, в яких Британія здобула перемогу, і новий мотор було названо на честь битви при Кресі. Однак ророзробку цього напряму було припинено, і Crecy лишився єдиним у своєму роді. В подальшому фірма переключилася на розробку реактивних двигунів, яким давали назви річок.
Передбачалося, що після випробувань на модифікованому Hawker Henley двигун буде встановлюватись на Spitfire, однак не було побудовано жодного винищувача з цим мотором. Проект було зупинено у грудні 1945 р. через прогрес у розробці реактивних двигунів.

## Розробка
Автором ідеї потужного «спринтерського» двигуна для винищувача став сер Генрі Тізард, голова Дослідницького комітету з аеронавтики (ARC), який передбачав потребу у подібному двигуні у зв’язку зі зростанням німецьких повітряних сил ще у 1935 р. Можна припустити, що саме під впливом Тізарда, який був його другом, Гаррі Рікардо і розпочав розробку двигуна, який пізніше і став Crecy. Цю ідею вперше обговорювали на засіданні підкомітету по двигунах у грудні 1935 р.:
|                         | Голова відмітив, що, якщо Міністерство авіації зацікавлено у розробці нового типу швидкісного двигуна для оборони метрополії…, то виникає питання, в якій мірі можна нехтувати витратою пального. Містер Рікардо торкався цього пункту у нещодавній розмові, запитавши, чи є високе споживання пального неприпустимим за поточних обставин, оскільки у протилежному випадку інтерес становить дослідження потенціалу двотактних бензинових двигунів. Оригінальний текст (англ.) The Chairman remarked that if it was the desire of the Air Ministry to develop a type of sprint engine for home defence....there was the question as to how far fuel consumption could be disregarded. Mr Ricardo had raised this point in a recent conversation by enquiring whether a high fuel consumption might not be permissible under certain circumstances, for if so, an investigation of the possibilities of the two-stroke petrol engine appeared to be attractive. |
| — The Rolls-Royce Crecy | |

Попередній досвід був накопичений у 1927-1930 рр. в ході експлуатації двох двигунів Kestrel, перероблених за контрактом із Міністерством авіації у двотактні із гільзовою системою газорозподілу для подальших досліджень. Обидва двигуни спочатку були перероблені у дизельні, що потягло за собою зменшення потужності і зростання кількості механічних поломів, хоча один з них потім успішно використовував капітан Джордж Айстон для встановлення світового рекорду швидкості на автомобілі «Швидкість вітру». Другий двигун згодом знову переробили у бензиновий із прямим вприскуванням, що забезпечило суттєве збільшення потужності порівняно із серійним Kestrel.
Відпрацювання конструкції розпочалося у 1937 р. за проектом інженера Гаррі Вуда з використанням одноциліндрової експериментальної установки конструкції Рікардо. Хоча двигун був спочатку задуманий як дизель, на той час, коли Rolls-Royce Limited і Ricardo company розпочали серйозні роботи за проектом, Міністерство авіації ухвалило рішення повернутися до традиційного іскрового запалювання, лишивши однак пряме вприскування пального.
Головним конструктором Crecy був Едді Гасс, керував командою розробників Гаррі Вуд. Перший повнорозмірний двигун був зібраний у 1941 р.

### Технічний опис
Діаметр циліндрів становив 129,5 мм, хід поршня — 165,1 мм, ступінь стиску — 7:1, вага двигуна — 862 кг. Випередження запалювання у 30° і тиск наддування у 100 кПа були типовими для того часу. На стендових випробуваннях двигун розвинув потужність 1400 к.с., однак виникли проблеми з вібрацією, а також з охолодженням циліндрів та гільз. За оцінками розробників, надзвичайно потужний вихлоп двигуна на максимальному режимі міг забезпечити додатково 30% до тяги гвинта. Висока потужність двигуна представляла інтерес сама по собі, однак додаткова тяга вихлопу могла б зробити його корисним проміжним рішенням між класичними поршневими двигунами на кшталт Merlin і реактивними, які очікувалися у майбутньому.
Оскільки всі двигуни були правого обертання, їм, згідно традицій фірми, надавалися парні номери.

#### Гільзовий газорозподіл
Незамкнені ковзні гільзи не прилягали герметично до голівок циліндрів, залишаючи в кінці ходу гільзи у верхній частині циліндра щілину для виходу вихлопних газів. Отже, через вікна у гільзі відбувався лише впуск свіжого заряду суміші. Хід гільзи становив 30% ходу поршня (49,5 мм) із випередженням 15°. таким чином, газорозподільний механізм Crecy був конструктивно схожий на механізм із поворотними гільзами, розроблений Роєм Федденом і вперше успішно впроваджений у 1932 р. на двигуні Bristol Perseus, але мав інший принцип дії.

#### Наддування и турбіна
На відміну від більшості двотактних двигунів, наддування застосовувалося більшою мірою для збільшення заряду суміші, аніж для підвищення тиску у картері. Це дало змогу використовувати циркуляційну систему мащення замість звичайною для двотактних двигунів проточної. Розподіл суміші був пошаровим: паливо вприскувалося у цибулиноподібне розширення камери згоряння, де багата суміш підпалювалася парою свічок. Змінюючи співвідношення робочої суміші від 1:23 до 1:15, можна було керувати потужністю двигуна в діапазоні 60-100%. Зосередження багатшої суміші біля свічок зменшувало детонацію, що давало можливість збільшувати компресію чи тиск наддування. Для керування тиском наддування було впроваджено компресор нової конструкції із поворотними лопатками, ефективний кут атаки яких змінювався в діапазоні 30-60°. Це дозволило зменшити потужність, яку відбирав нагнітач на малому газу, отже, зменшити витрату пального у крейсерському режимі.
У подальших випробуваннях двигун був обладнаний силовою турбіною, яка була вдвічі зменшеною копією турбіни двигуна Power Jets W.1 конструкції Френка Уіттла — першого британського ТРД, який піднявся у повітря. На відміну від звичайного турбокомпресора, турбіна передавала потужність на допоміжний привідний вал, перетворюючи двигун на турбокомпаундний. Передбачалося у такий спосіб зменшити витрату пального і зробити двигун придатним для транспортних літаків. Випробування підтвердили зростання економічності, однак виявили і серйозні проблеми — руйнування валу і перегрів.

#### Стендові випробування
| Двигун   | Дата                             | Хід випробувань | Час роботы, год.  |
| -------- | -------------------------------- | --- | ----------------- |
| Crecy 2  | 11 квітня 1941 р.                | Перший запуск. Блоки циліндрів з невід’ємними головками. Випробування зупинено через пошкодження поршнів.                                                                         | 69                |
|          | Жовтень – грудень 1942 р.        | Двигун тричі переробляли. На 35-й годині випробувань заклинило поршні. | 67                |
|          | Лютий – червень 1943 р.          | Перероблено у варіант Mk II (зі знімними головками блоків циліндрів). Тричі перероблявся. Пройшов приймальні випробування Міністерства авіації                                    | 38                |
|          | Березень – липень 1944 р.        | Перероблявся 5 разів. Встановлено патрубки інжектора однакової довжини, змінено привід нагнітача. Зазначено заклинювання гільз, полом повідні нагнітача.                          | 82                |
|          | Серпень – листопад 1944 р.       | Успішно витримав типові випробування (112 годин). При подальшому огляді виявлено тріщини у нижніх шатунних підшипниках, поршнях, картері редуктора, підшипниках кулачкового валу. | 150               |
|          | Березень – квітень 1945 р.       | Невдалі ресурсні випробування, руйнування поршня після 27 годин роботи. Двічі перероблявся.                                                                                       | 49 (Всього: 461)  |
| Crecy 4  | Листопад 1941 р.                 | Інформація відсутня. | 55                |
|          | Липень – серпень 1942 р.         | Тричі перероблявся, успішно витримав 50-годинні випробування, однак повторні було провалено через появу тріщин у блоці циліндрів.                                                 | 80                |
|          | Вересень – жовтень 1942 р.       | Двічі перероблявся. Успішно витримав 25-годинні випробування, однак при повторних через 4 години зруйнувалася гільза.                                                             | 55 (Всього: 293)  |
| Crecy 6  | Липень 1943 – лютий 1944 р.      | Перший двигун, побудований у варіанті Mk II. Перероблявся 8 разів. Відмови повідні нагнітача, руйнування кулачкового валу.                                                        | 126               |
|          | Травень – вересень 1944 р.       | Перероблявся 4 рази. Відмови повідні нагнітача, заклинювання гільз. | 93                |
|          | Листопад 1944 – лютий 1945 р.    | Тричі перероблявся. Поломи корінного підшипника, поршнів. | 128               |
|          | Червень – серпень 1945           | Одна переробка, ресурсні випробування зупинено після 95 годин через відмову повідні гільз. 40 годин працював з гвинтом.                                                           | 132 (Всього: 481) |
| Crecy 8  | Вересень 1943 – березень 1944 р. | Перероблявся 8 разів, успішно витримав ресурсні випробування | 207               |
|          | Квітень 1944 р.                  | Відмова повідні нагнітача. | 73                |
|          | Червень – вересень 1944 р.       | Перероблявся 5 разів, повідомлень про відмови немає. | 32                |
|          | Жовтеньь 1944 – грудень 1945 р.  | Двічі перероблявся. Поломи поршнів. Встановлено силову турбіну. | 22 (Всього: 336)  |
| Crecy 10 | Серпень 1944 – лютий 1945 р.     | Перероблявся 6 разів. Впускні патрубки розплавилися через 7 годин, ще через 4 заклинило гільзу. Двічі відмовляв інжекторний насос.                                                | 53                |
|          | Березень – червень 1945 р.       | Одна переробка, полом поршня. | 30                |
|          | Липень – вересень 1945 р.        | Перероблявся двічі, встановлено силову турбіну. Кілька разів запускався без нагнітача. Відмови повідней гільз і нагнітача.                                                        | 82 (Всього: 166)  |
| Crecy 12 | Січень – жовтень 1945 р.         | Перероблявся 4 рази, встановлено силову турбіну. Відмови турбіни та повідні гільз; поломи поршнів.                                                                                | (Всього: 67)      |

### Закриття проекту
Прогрес реактивних двигунів призвів до того, що відпала потреба у поршневих моторах надвисоких питомих параметрів на кшталт Crecy. Внаслідок цього роботи за проектом було припинено у грудні 1945 р. Всього було побудовано 6 повнорозмірних двигунів і 8 двоциліндрових секцій. Crecy 10 досяг 21 грудня 1944 р. потужності 1798 к.с., а після монтажу силової турбіни вона збільшилася до 2500 к.с. Подальші експерименти на одноциліндровій установці Ricardo E65 показали потенційну можливість досягнення 5000 к.с. у перерахунку на 12-циліндровий двигун. Станом на липень 1945 р. сумарний час роботи повнорозмірних двигунів налічував 1060 годин, а двоциліндрових секцій — 8600. Подальша доля двигунів невідома.

## Застосування (проекти)

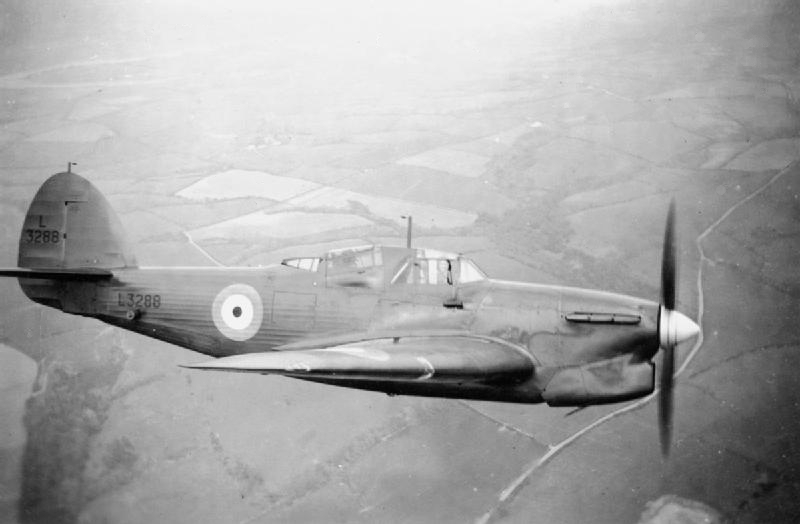
Льотні випробування Crecy планувалися на Hawker Henley

Влітку 1941 р. на авіабазу Хакнолл доставили Spitfire Mk II з номером P7674, на який встановили макет Crecy для виготовлення креслень капота і гвинтомоторної групи. Також було узгоджено доставку на початку 1942 р. перших зразків Spitfire Mk III без двигунів для встановлення готових до польотів Crecy, однак ця модифікація не пішла у серію. Порівнянню варіантів «Спітфайра» із Crecy та Griffon 61 присвячений звіт Королівського авиаційного центру №E3932 за березень 1942 р. В ньому зроблений висновок, що потужність Crecy завелика для планера «Спітфайра», однак його дефорсована версія надала б винищувачу значної переваги у порівнянні з Griffon.
Дослідження на de Havilland Mosquito також виявили багато проблем із встановленням Crecy.
У 1942 р. центром льотних випробувань Rolls-Royce на базі Хакнолл було отримано North American P-51 Mustang. Це стало приводом для серії досліджень, згідно до яких «Мустанг» було визнано більш перспективною платформою для встановлення Crecy, аніж «Спітфайр». Однак ніяких наслідків ці досліди не мали.
Для льотних випробувань двигуна передбачалося використовувати Hawker Henley з серійним номером L3385, який доставили для переробки на авіабазу Хакнолл 28 березня 1943 р. Літак простояв там без двигуна до 11 вересня 1945 р., після чого був відправлений на злам.
Починаючи з 1943 р. було запропоновано багато проектів післявоєнного використання Crecy з його унікальними характеристиками у наземному, водному та повітряному транспорті, однак жоден з них не був реалізований

## Специфікація
Шаблон:Спецификация поршневого авиационного двигателя

## Нотатки
1. ↑  Gunston 1986, p.143.
2. ↑  Nahum, Foster-Pegg, Birch 1994, p.40.
3. ↑  Nahum, Foster-Pegg, Birch 1994, p.26.
4. ↑  Nahum, Foster-Pegg, Birch 1994. pp.14–15.
5. 1 2  Nahum, Foster-Pegg, Birch 1994, pp.42–44.
6. ↑  Rubbra 1990, p.149.
7. ↑  Lumsden 1994, p.23.
8. ↑  Nahum, Foster-Pegg, Birch 1994, p.121.
9. ↑  Nahum, Foster-Pegg, Birch 1994, p.65.
10. ↑  Hiett and Robson 1950, pp.21–23.
11. ↑  Nahum, Foster-Pegg, Birch 1994, p.117.
12. ↑  Nahum, Foster-Pegg, Birch 1994, pp.103–104
13. ↑  Nahum, Foster-Pegg, Birch 1994, p.79.